# Musée d'histoire de Ouidah
Le musée d'histoire de Ouidah est un musée du Bénin localisé dans la ville de Ouidah, dans le département d'Atlantique. Il est situé dans l'ancien fort portugais São-Jão-Batista-de-Ajuda construit en 1721.
Il héberge 700 pièces de collection traitant de l'archéologie, de l'histoire et des arts à Ouidah.

## Localisation
Le musée est situé entre la route des Esclaves et la Rue van Vollenhoven.

## Histoire

### Contexte
Sur environ 15 millions d'Africains déportés lors de la traite négrière, plus de 2 millions parmi elles sont partis du Bénin avec 60% qui ont embarqué de Lagos au Nigeria et de Ouidah au Bénin.
Dans ce royaume centralisé sous Agaja d'Agbomi (1708-1740), la traite négrière devient le monopole du roi Kpengla (1774-1789). Les razzias hors du royaume approvisionne l'ethnie Fon.
Le site de Ouidah, autonome du reste du royaume et sous le contrôle d'un « Chef des Blancs », le Yovoghan, joue le rôle d'intermédiaire commercial entre négriers européens et le royaume du Danhomè (appelé Dahomey par les colons européens).
Les captifs rassemblés pour être vendus parcourent enchaînés quelques kilomètres entre le lieu de vente et les barracoons d'internement. Ils prennent ensuite les canots qui les conduisent vers les navires négriers qui traversent l'Atlantique.
A cet endroit de la côte africaine, le fort portugais de Ouidah est la seule grande infrastructure. Sur quelques sites au Ghana, il existe quelques bâtiments aussi.

### Le bâtiment
Le fort portugais São-Jão-Batista-de-Ajuda est construit en 1721. C'est un comptoir fortifié jusqu'en 1816 puis devient une mission catholique jusqu'en 1893. Il sert par la suite de siège à la représentation de l'État portugais. En 1961, pour célébrer l'indépendance du pays, le gouvernement du Dahomey annexe l'enclave portugaise. Avant de partir, les occupants incendient les bâtiments.

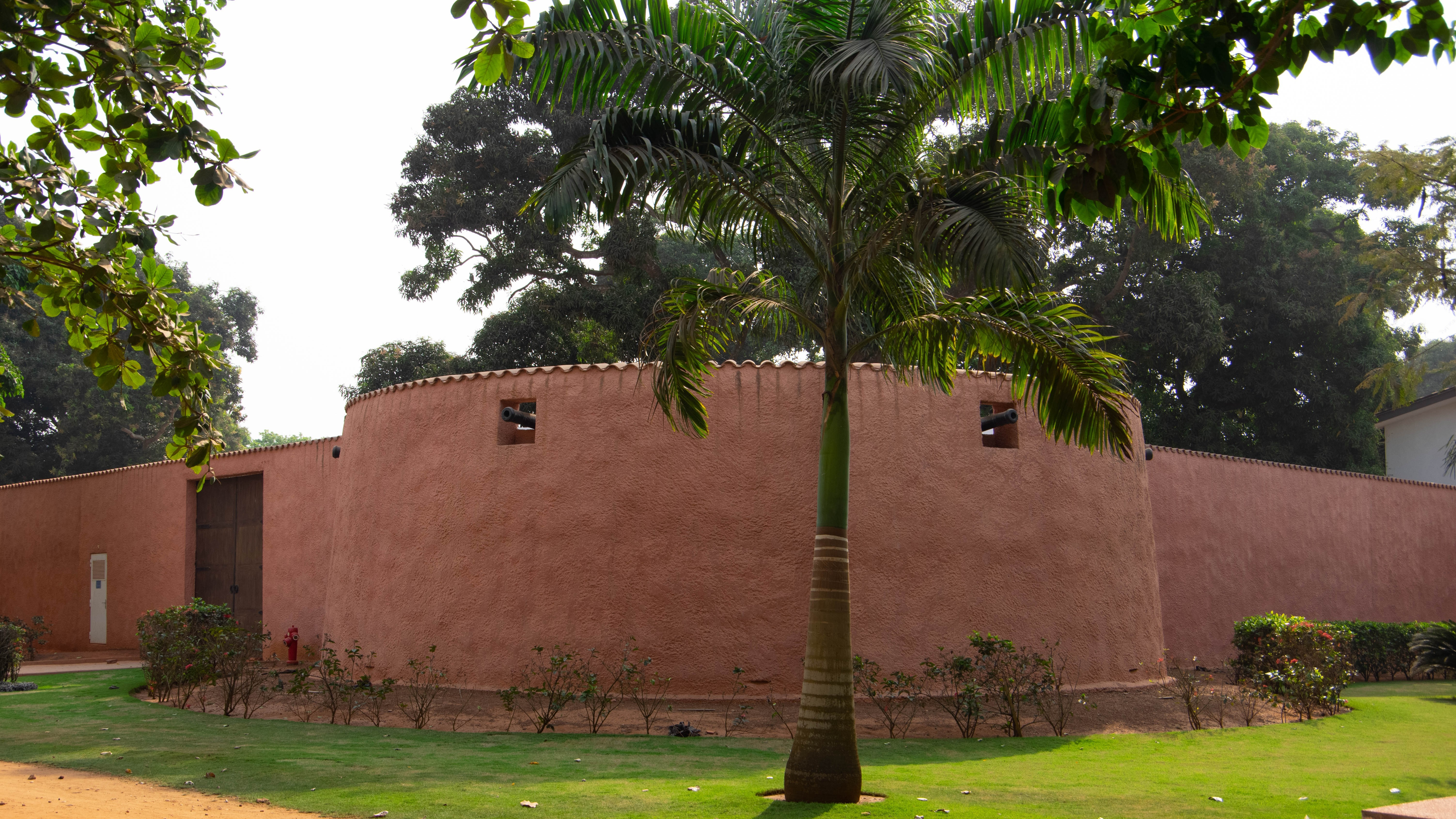
Fort Portugais - Musée de Ouidah

Par décret du 13 novembre 1964, le fort est classé monument historique. Il est restauré avec l'aide financière de la France et des États-Unis avec les conseils et les ressources du Portugal de la fondation Calouste-Gulbenkian. Un musée y est aménagé sur l'histoire de Ouidah, et ouvre ses portes le 6 septembre 1967.

## Collections
Logé dans l'ancienne résidence du gouverneur portugais du fort, le musée est constitué de 11 salles exposant les objets et collections acquis depuis 1967 par le musée lors de dons ou achats de collections de familles notables d'Ouidah, avec l'aide de partenaires étrangers ou lors des fouilles archéologiques.
Il héberge notamment des objets liés à l'ancien fort, au royaume de Xwéda et du royaume du Dahomey ainsi que du commerce et du rapatriement des esclaves.

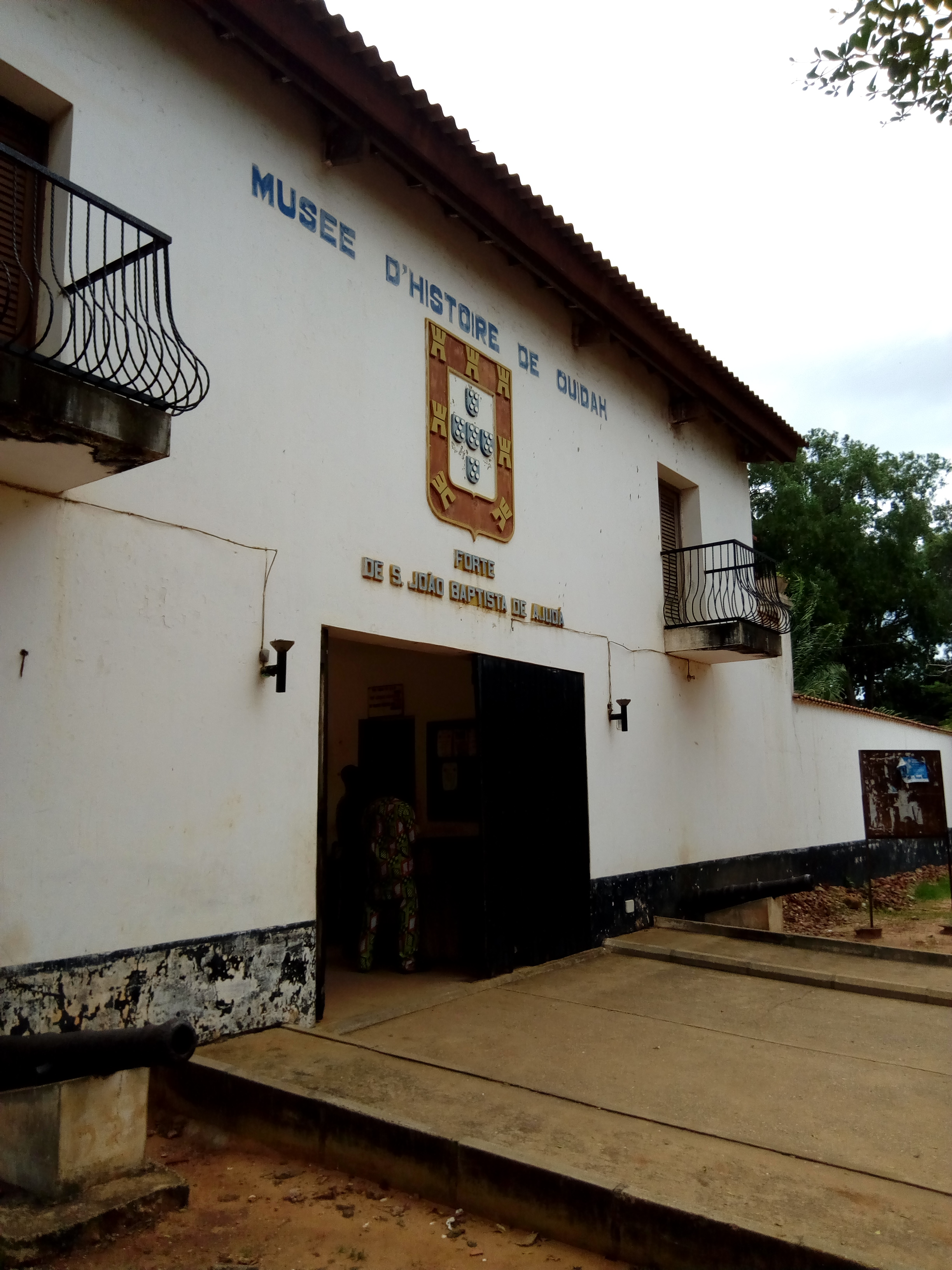
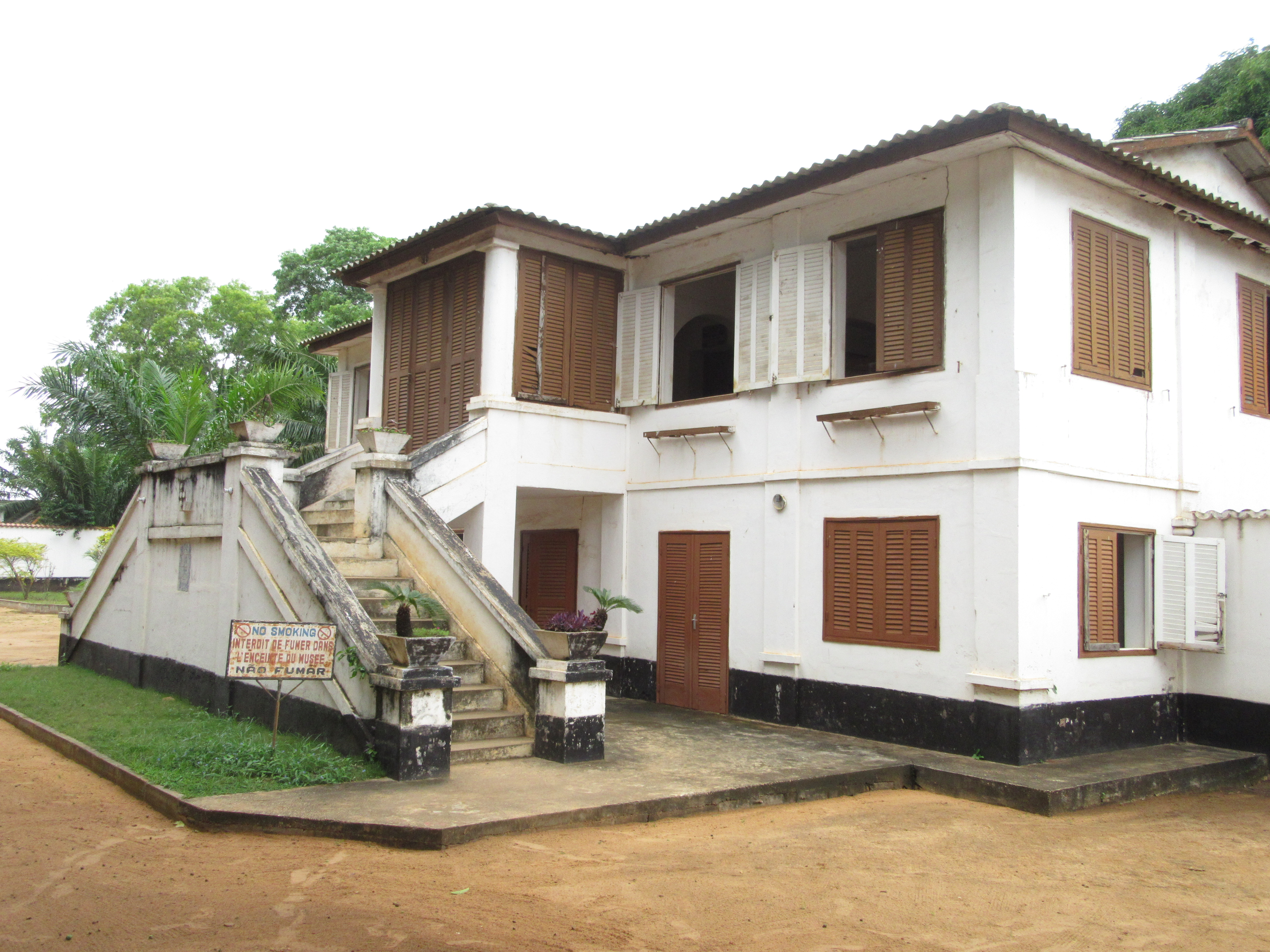
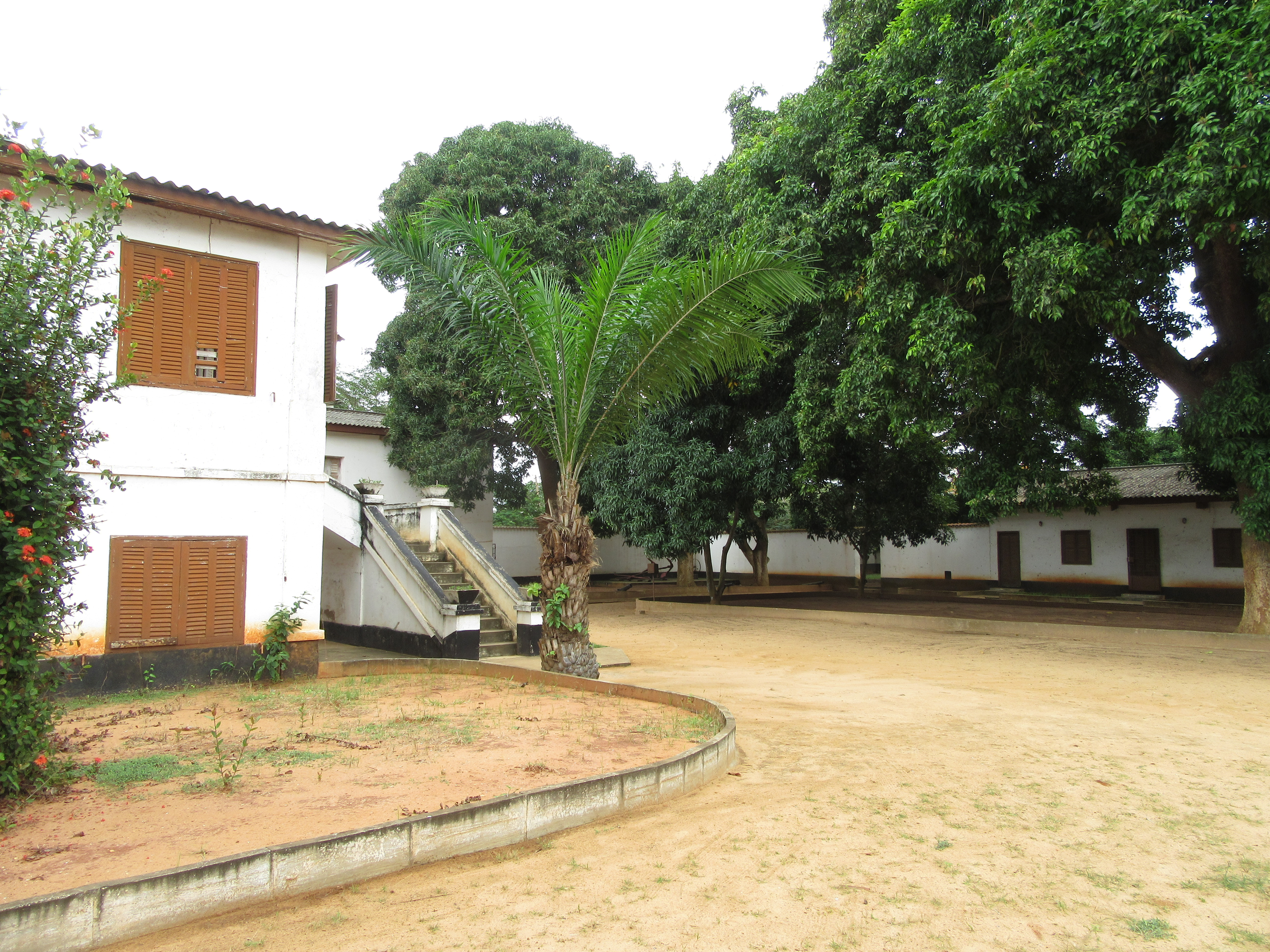
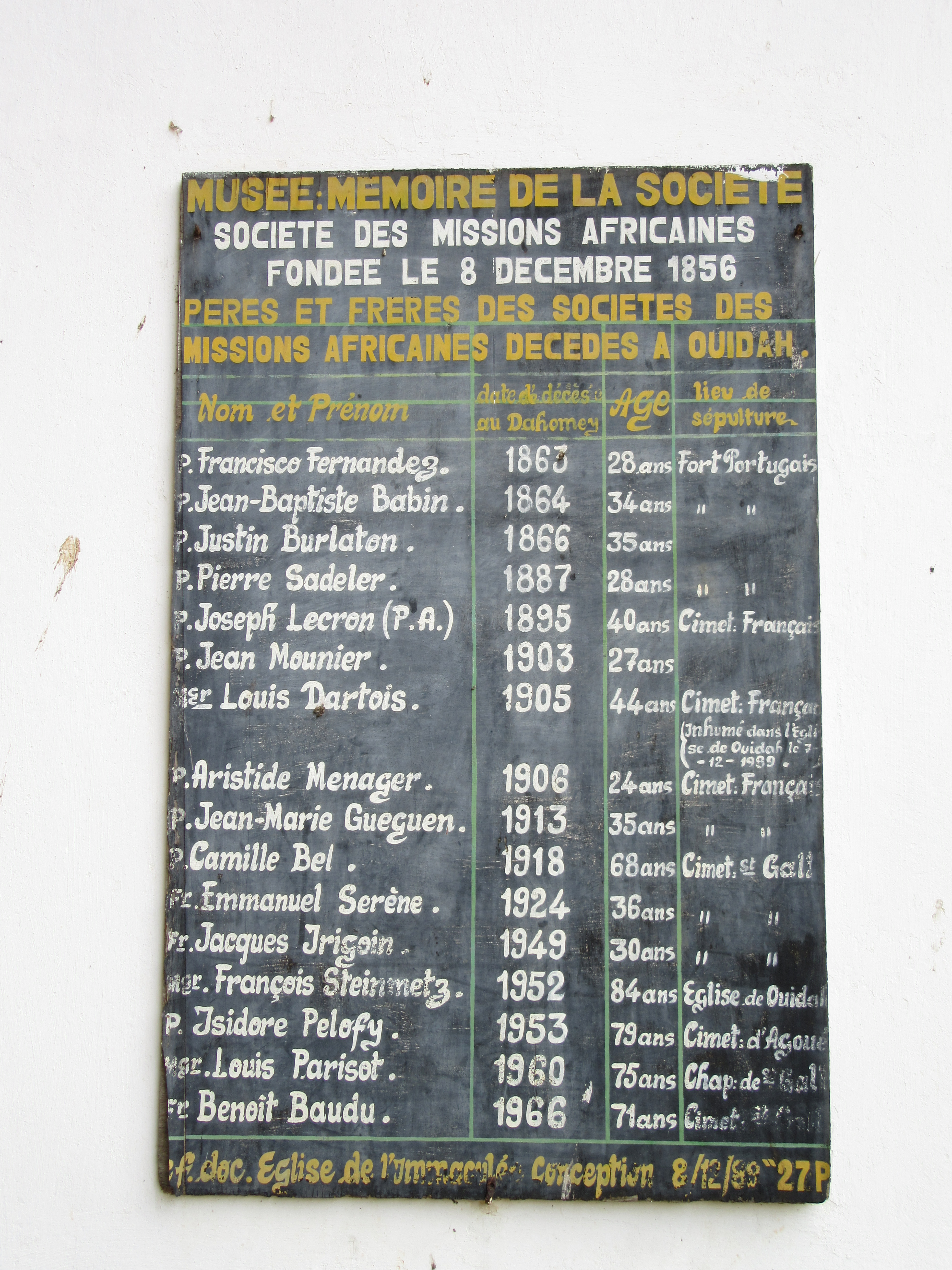
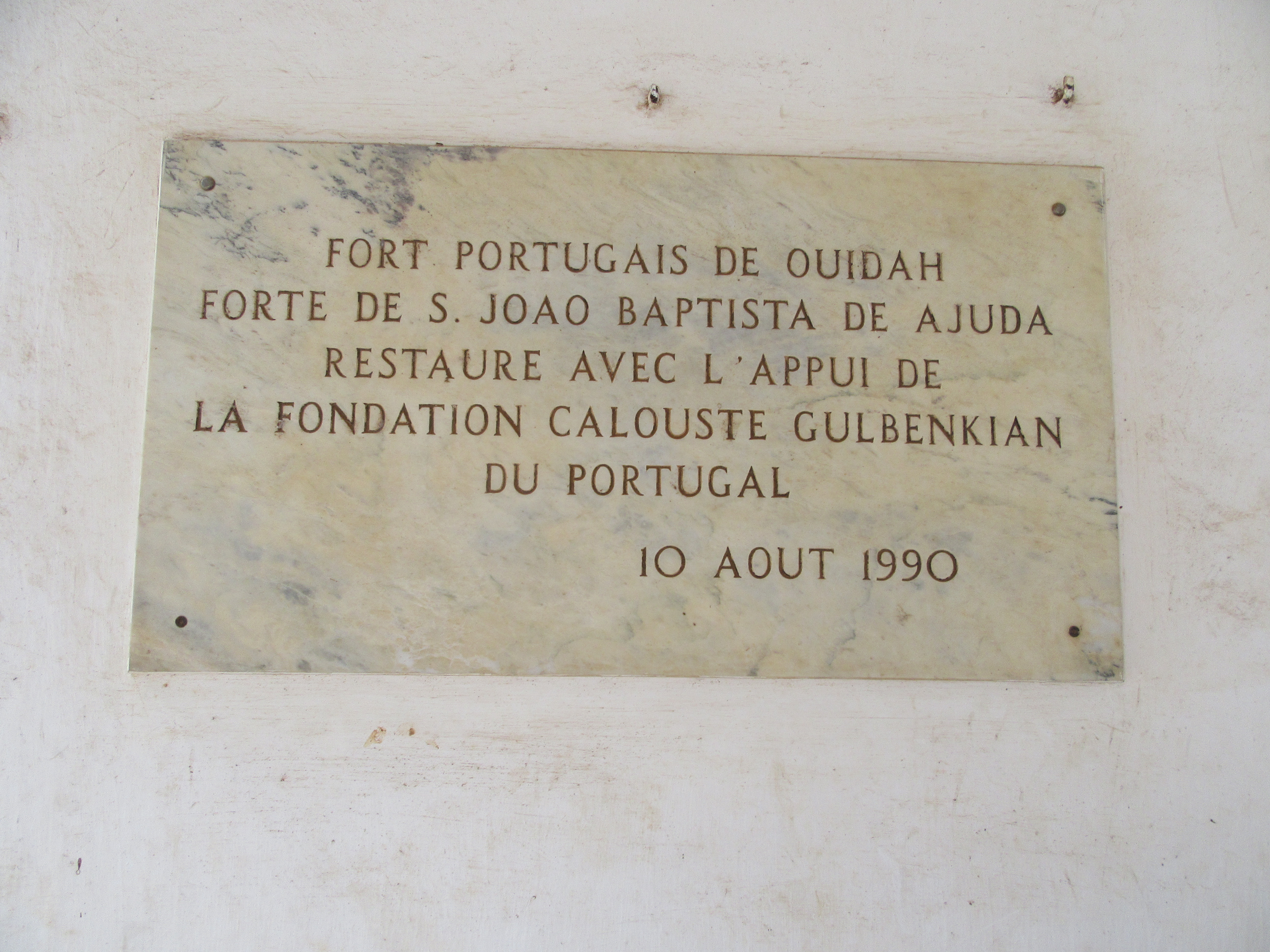
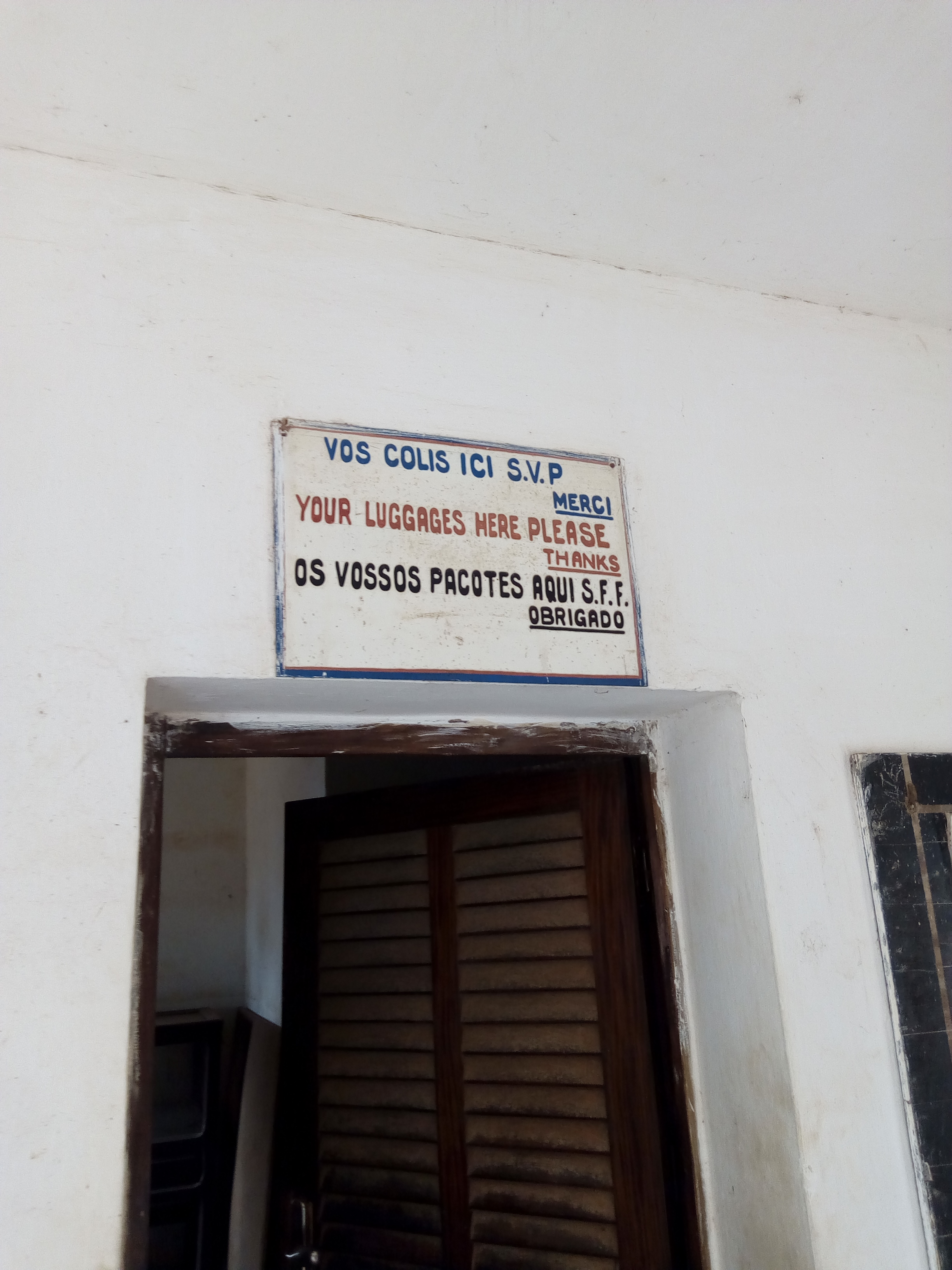
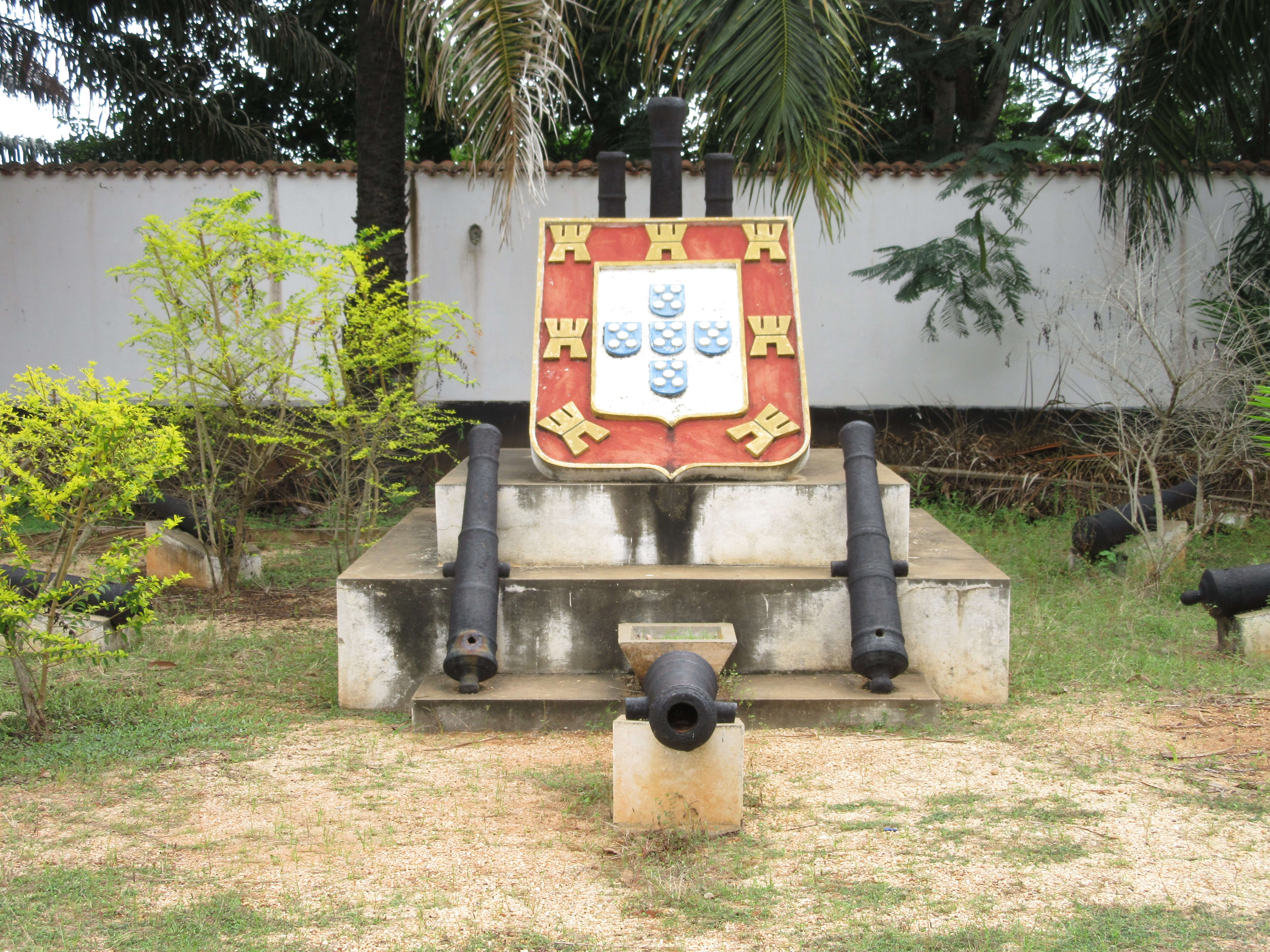
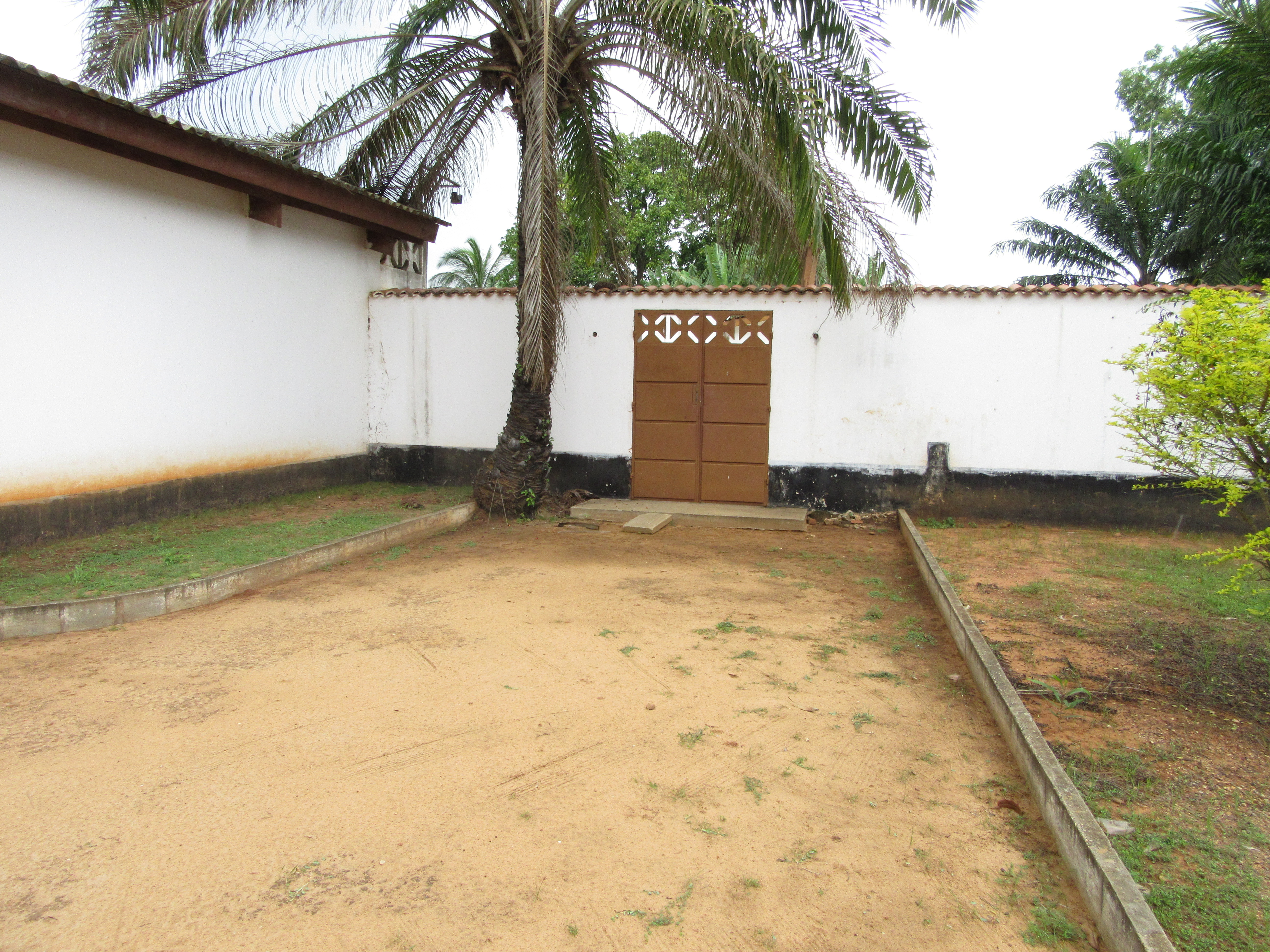
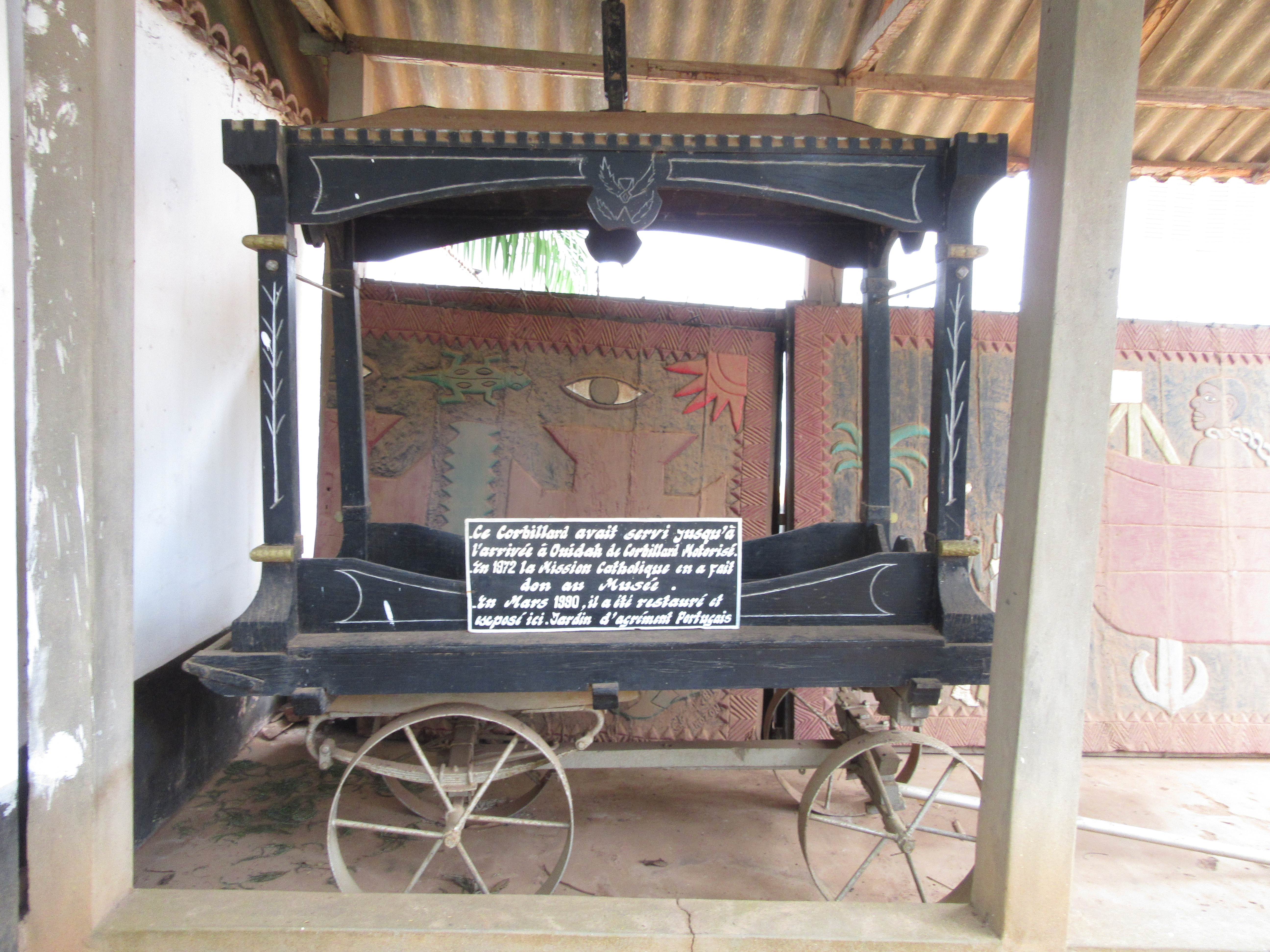
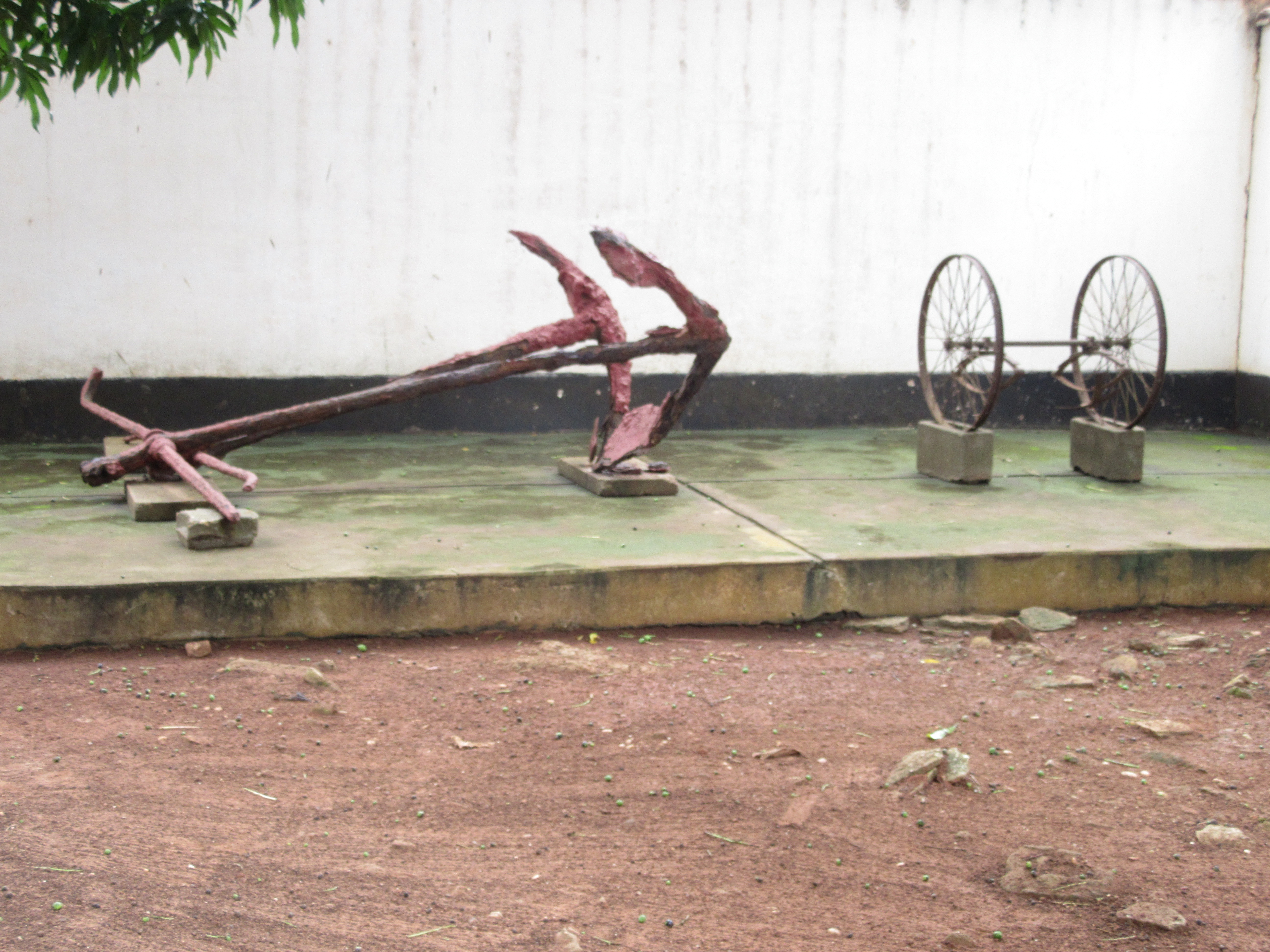
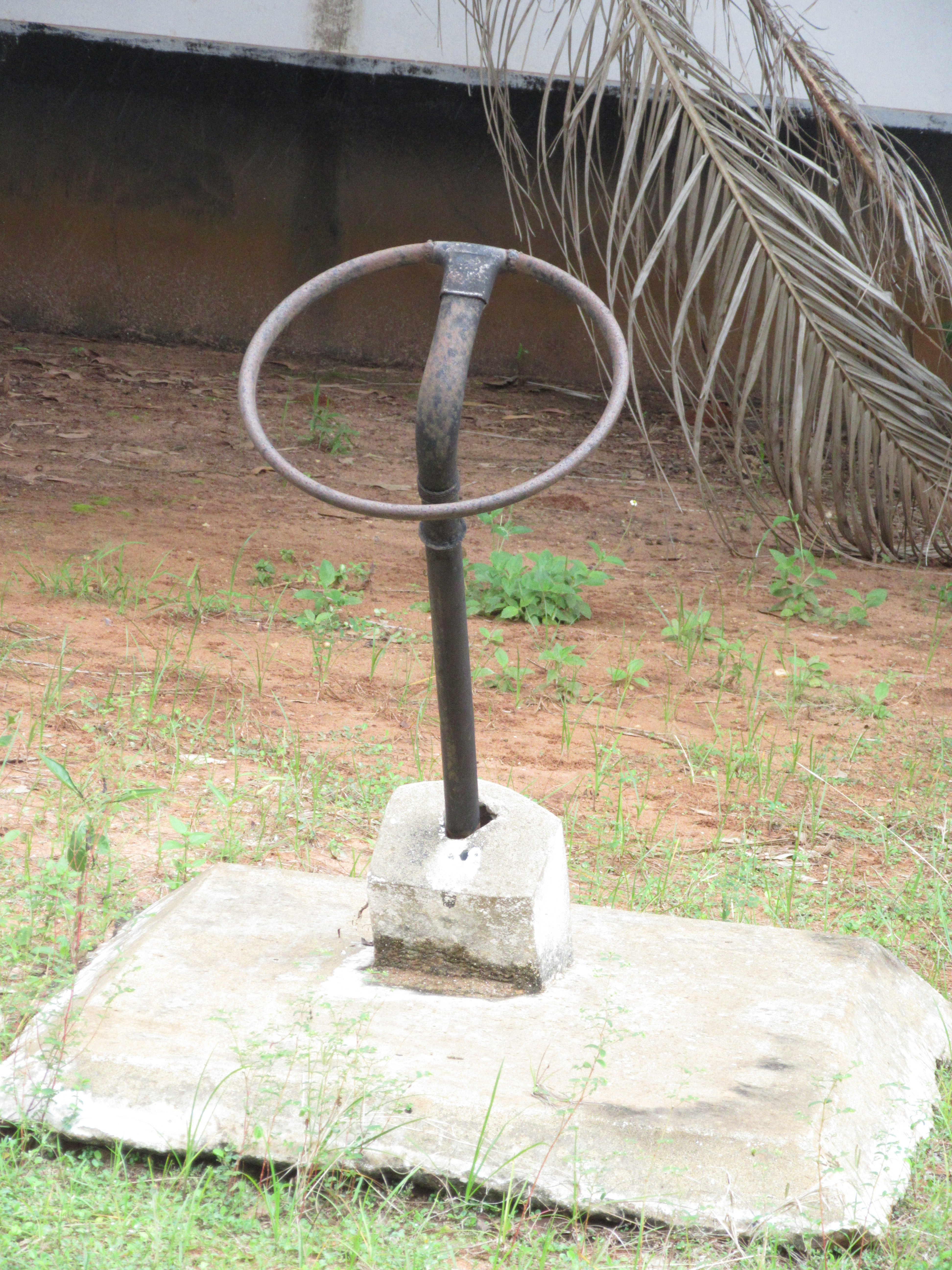
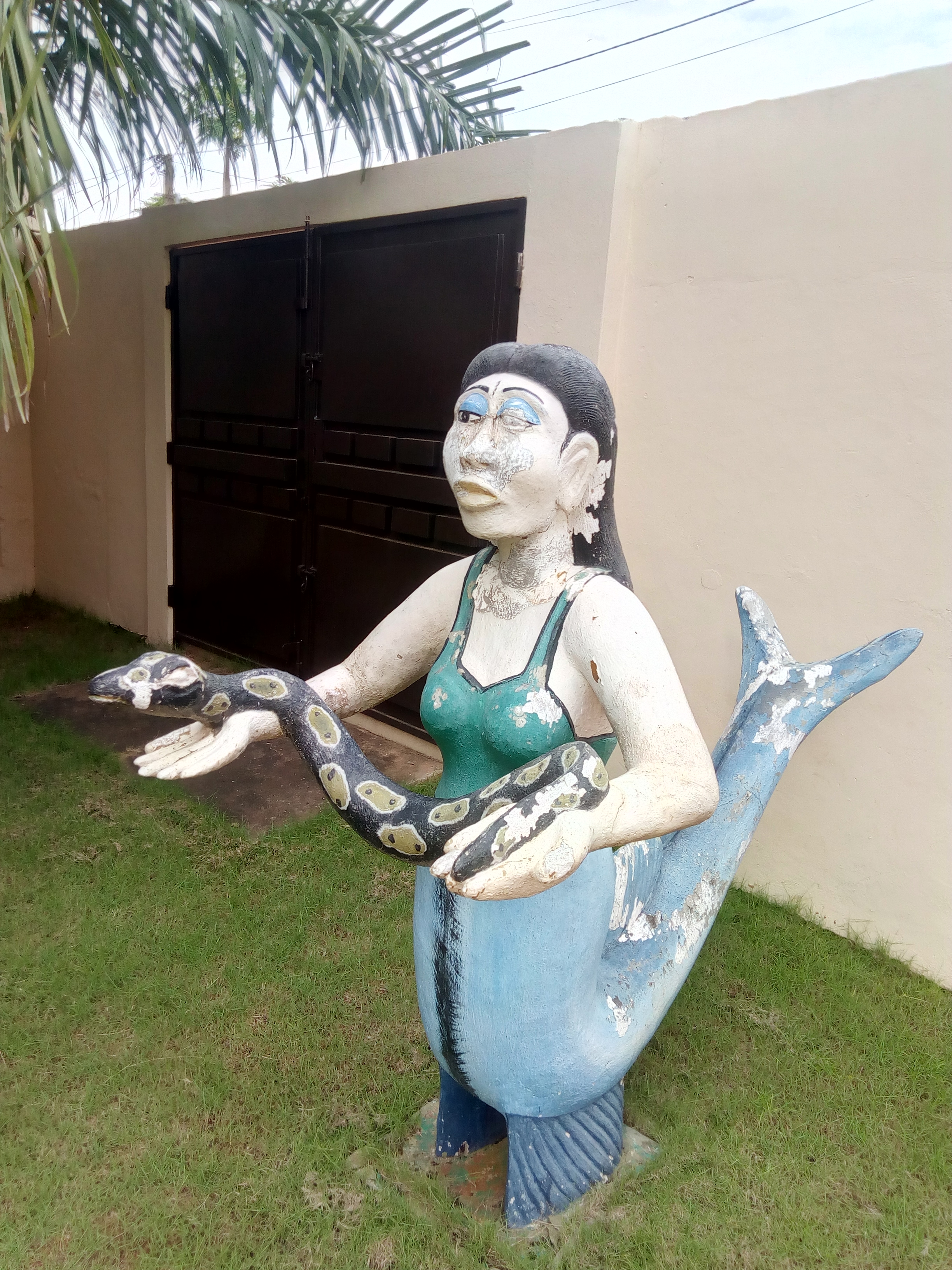
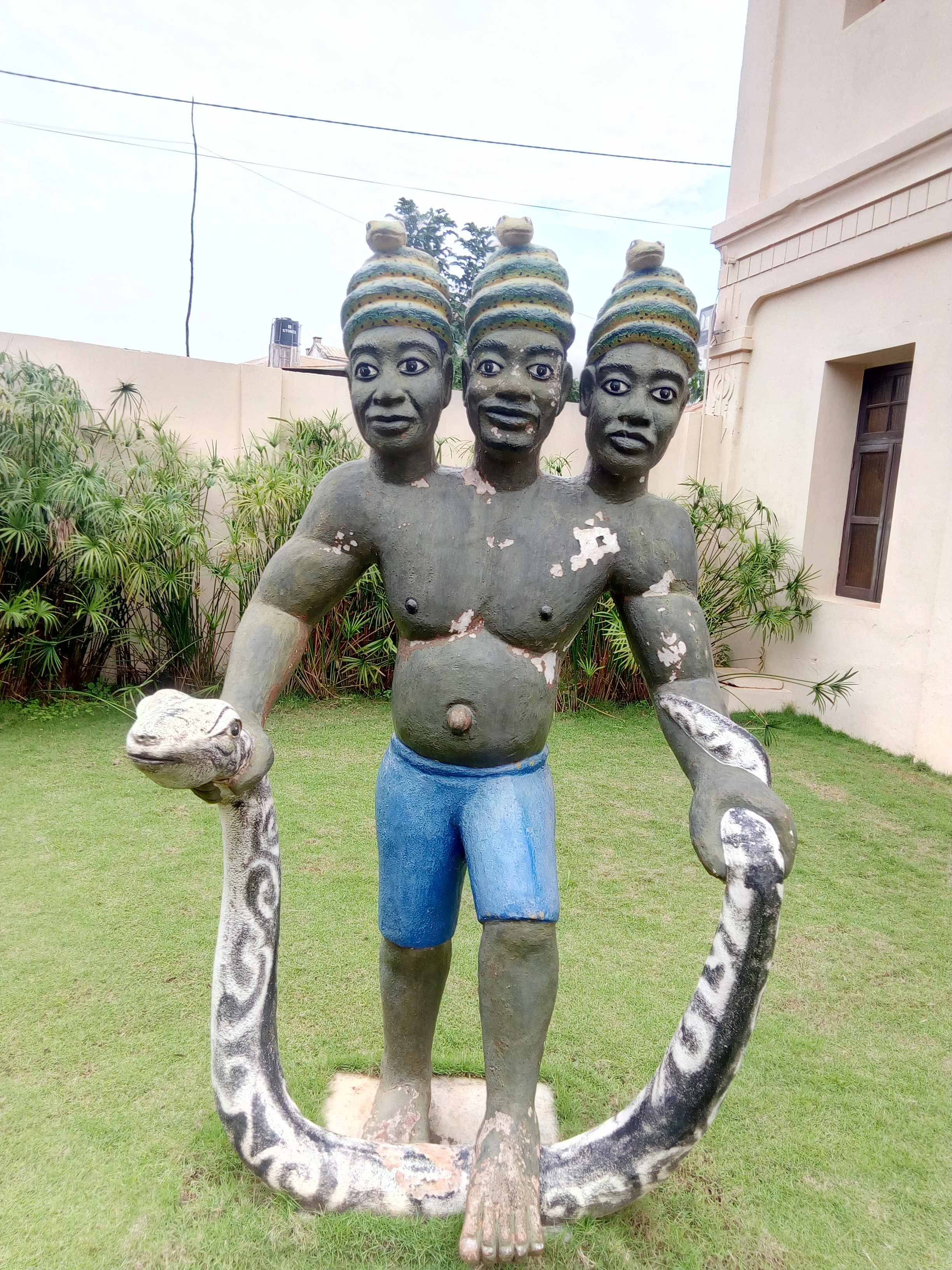

## Fréquentation
| 1995  | 1996  | 1997   | 1998   | 1999   | 2000   | 2001   | 2002   | 2003 |
| ----- | ----- | ------ | ------ | ------ | ------ | ------ | ------ | ---- |
| 7 414 | 9 317 | 11 290 | 11 737 | 12 450 | 15 929 | 18 144 | 18 134 | -    |

| 2004 | 2005   | 2006   | 2007   | - | - | - | - | - |
| ---- | ------ | ------ | ------ | - | - | - | - | - |
| -    | 19 881 | 18 690 | 23 211 | - | - | - | - | - |